# Saison 2 de Bored to Death
Chronologie
Saison 1 Saison 3
Cet article présente le guide des épisodes de la deuxième saison de la série télévisée américaine Bored to Death.

## Généralités
- Cette deuxième saison est composée de 8 épisodes.

### Synopsis
Après une rupture sentimentale, un écrivain trentenaire, alcoolique et fumeur de marijuana, en panne d'inspiration et vivant à Brooklyn, va s'improviser détective privé à l'image des héros de Raymond Chandler en inscrivant une annonce sur internet, afin de stimuler son imagination.

## Distribution de la saison

### Acteurs principaux
- Jason Schwartzman : Jonathan Ames
- Ted Danson : George Christopher
- Zach Galifianakis : Ray Hueston

### Acteurs récurrents
- Heather Burns : Leah (petite amie de Ray)
- Olivia Thirlby : Suzanne (ex-petite amie de Jonathan)
- Oliver Platt : Richard Antrem
- Laila Robins : Priscilla (ex-femme de George et femme actuelle de Richard)
- John Hodgman : Louis Green
- Jenny Slate : Stella
- Bebe Neuwirth : Caroline, éditrice de Jonathan
- Patton Oswalt : Howard
- Jessica Hecht : Dr Donna Kenwood
- Mary Kay Place : Kathryn Joiner
- Zoe Kazan : Nina, élève de Jonathan

### Invités
- Kevin Bacon : Lui-même
- Jonathan Ames : Irwin
- Ajay Naidu : Vikram

## Liste des épisodes

### Épisode 1:L’Évasion du club sadomaso
- États-Unis : 26 septembre 2010 sur HBO
- Québec : 16 janvier 2011 sur Super Écran
- France : 21 février 2011 sur Orange Cinénovo

- États-Unis : 1,05 million de téléspectateurs (première diffusion)

- Kristen Johnston (Maîtresse Florence)
- Mary Kay Place (Kathryn Joiner)
- Lenny Venito : le policier Drake

### Épisode 2:Dépêche-toi, Fitzgerald!
- États-Unis : 3 octobre 2010 sur HBO
- Québec : 23 janvier 2011 sur Super Écran
- France : 21 février 2011 sur Orange Cinénovo

- États-Unis : 1,08 million de téléspectateurs (première diffusion)

### Épisode 3:On attrape la blenno dans le canal!
- États-Unis : 10 octobre 2010 sur HBO
- Québec : 30 janvier 2011 sur Super Écran
- France : 28 février 2011 sur Orange Cinénovo

- États-Unis : 0,86 million de téléspectateurs (première diffusion)

### Épisode 4:J'ai vécu tel un dieu déchaîné!
- États-Unis : 17 octobre 2010 sur HBO
- Québec : 6 février 2011 sur Super Écran
- France : 28 février 2011 sur Orange Cinénovo

- États-Unis : 0,82 million de téléspectateurs (première diffusion)

### Épisode 5:42 Vertical!
- États-Unis : 24 octobre 2010 sur HBO
- Québec : 13 février 2011 sur Super Écran
- France : 7 mars 2011 sur Orange Cinénovo

- États-Unis : 1,01 million de téléspectateurs (première diffusion)

### Épisode 6:L’Affaire de la terrible faute de frappe
- États-Unis : 31 octobre 2010 sur HBO
- Québec : 20 février 2011 sur Super Écran
- France : 7 mars 2011 sur Orange Cinénovo

- États-Unis : 0,69 million de téléspectateurs (première diffusion)

### Épisode 7:L’Évasion du Castle
- États-Unis : 7 novembre 2010 sur HBO
- Québec : 27 février 2011 sur Super Écran
- France : 14 mars 2011 sur Orange Cinénovo

- États-Unis : 1,1 million de téléspectateurs (première diffusion)

### Épisode 8:Super Ray est mortel!
- États-Unis : 14 novembre 2010 sur HBO
- Québec : 6 mars 2011 sur Super Écran
- France : 14 mars 2011 sur Orange Cinénovo

- États-Unis : 0,82 million de téléspectateurs (première diffusion)

- Lenny Venito : le policier Drake

## Informations sur le coffretDVD
- Intitulé du coffret : Bored to Death - saison 2
- Éditeur : Warner Home Video
- Nombres d'épisodes : 8
- Nombres de disques : 2
- Format d'image : Couleur, plein écran, 16/9 (compatible 4/3), PAL, 1,78 : 1
- Audio : Son Dolby Digital 5.1
  - Langues : Français et Anglais
  - Sous-titres : Français
- Durée : ?? minutes
- Bonus : 5 commentaires audio non sous-titrés ; un bêtisier (environ 5 minutes) ; un documentaire Au cœur des épisodes (environ 21 minutes) où le créateur de la série parle de l'écriture de chaque épisode et des scènes inédites (environ 3 minutes 40).
- Dates de sortie :
  -  États-Unis : 4 octobre 2011
  -  France : 28 septembre 2011[1]
  -  Québec : indéterminée